# Ghost (EP de Sky Ferreira)
Ghost é o segundo EP da cantora americana de indie pop Sky Ferreira. Ele foi lançado em 16 de outubro de 2012 pela Capitol Records. O EP apresenta colaborações de Jon Brion, Greg Kurstin, Ariel Rechtshaid e Dev Hynes.

## Singles
O primeiro single do EP a ser lançado foi Red Lips em 17 de julho de 2012. O vídeo da música para a canção foi dirigido por Terry Richardson e estreou em 12 de junho de 2012. O segundo single, "Everything is Embarrassing", foi escrito por Ferreira, Dev Hynes e Ariel Rechtshaid, enquanto os dois últimos produziu a faixa. Hynes, um amigo de Ferreira, tinha enviado uma demo da música; Ferreira, em seguida modificou as letras originais, juntamente com Rechtshaid. O single estreou na Pitchfork Media em 30 de agosto de 2012.
O vídeo que acompanha foi dirigido por Grant Singer, que já dirigiu vídeos de Ferreira de "Lost In My Bedroom" e "Sad Dream", embora eles ainda não tinham sido lançados. O vídeo de "Sad Dream" estreou em 30 de outubro de 2012 sobre o canal oficial de Sky, VEVO, via Pitchfork, juntamente com as datas dos shows.
O vídeo da música "Lost in My Bedroom" estreou 02 de janeiro de 2013 no Pitchfork.

## Faixas
1. Sad Dream - 3:34
2. Lost In My Bedroom - 3:34
3. Ghost - 5:27
4. Red Lips - 2:22
5. Everything Is Embarrassing - 4:09

## Gráficos
| Gráfico (2012)        | Pico posição |
| --------------------- | ------------ |
| US Heatseekers Albums | 11           |

## Histórico de Lançamento
| Região         | Data                  | Gravadora       | Formato          |
| -------------- | --------------------- | --------------- | ---------------- |
| Estados Unidos | 16 de Outubro de 2012 | Capitol Records | Digital download |